# Tagaküla (Viimsi)
Tagaküla (szw. Bakbyn) – wieś w Estonii, w prowincji Harju, w gminie Viimsi, w północnej części wyspy Naissaar.
We wsi znajduje się m.in. latarnia morska z 1960 roku. Jej wysokość wynosi 40 metrów.

## Historia
Wieś wzmiankowana po raz pierwszy w 1913 roku jako Тага-кюла.
Po II wojnie światowej zniesiono podział wyspy Naissaar na trzy wsie (Väikeheinamaa, Tagaküla, Lõunaküla). Powstała wtedy wieś Naissaare obejmująca swoim obszarem całą wyspę. W 2011 roku przywrócono przedwojenny podział wyspy.